# Bridges (chanson d'Alika Milova)
 (juillet 2023).
La mise en forme du texte ne suit pas les recommandations de Wikipédia : il faut le « wikifier ».
Les points d'amélioration suivants sont les cas les plus fréquents. Le détail des points à revoir est peut-être précisé sur la page de discussion.
- Les titres sont pré-formatés par le logiciel. Ils ne sont ni en capitales, ni en gras.
- Le texte ne doit pas être écrit en capitales (les noms de famille non plus), ni en gras, ni en italique, ni en « petit »…
- Le gras n'est utilisé que pour surligner le titre de l'article dans l'introduction, une seule fois.
- L'italique est rarement utilisé : mots en langue étrangère, titres d'œuvres, noms de bateaux, etc.
- Les citations ne sont pas en italique mais en corps de texte normal. Elles sont entourées par des guillemets français : « et ».
- Les listes à puces sont à éviter, des paragraphes rédigés étant largement préférés. Les tableaux sont à réserver à la présentation de données structurées (résultats, etc.).
- Les appels de note de bas de page (petits chiffres en exposant, introduits par l'outil «  Source ») sont à placer entre la fin de phrase et le point final[comme ça].
- Les liens internes (vers d'autres articles de Wikipédia) sont à choisir avec parcimonie. Créez des liens vers des articles approfondissant le sujet. Les termes génériques sans rapport avec le sujet sont à éviter, ainsi que les répétitions de liens vers un même terme.
- Les liens externes sont à placer uniquement dans une section « Liens externes », à la fin de l'article. Ces liens sont à choisir avec parcimonie suivant les règles définies. Si un lien sert de source à l'article, son insertion dans le texte est à faire par les notes de bas de page.
- La présentation des références doit suivre les conventions bibliographiques. Il est recommandé d'utiliser les modèles {{Ouvrage}}, {{Chapitre}}, {{Article}}, {{Lien web}} et/ou {{Bibliographie}}. Le mode d'édition visuel peut mettre en forme automatiquement les références.
- Insérer une infobox (cadre d'informations à droite) n'est pas obligatoire pour parachever la mise en page.

Pour une aide détaillée, merci de consulter Aide:Wikification.
Si vous pensez que ces points ont été résolus, vous pouvez retirer ce bandeau et améliorer la mise en forme d'un autre article.
Pour les articles homonymes, voir Bridges.
Singles de Alika
C'est la vie
(2022) You
(2023)
Chansons représentant l'Estonie au Concours Eurovision de la chanson
Hope
(2022)
Bridges est une chanson de la chanteuse estonienne Alika Milova sortie le 2 décembre 2022. La chanteuse présente cette chanson à l'édition 2023 de l'Eesti Laul qu'elle gagne, obtenant le droit de représenter l'Estonie au Concours Eurovision de la chanson 2023.

## Contexte et composition
Dans une interview d'Alika avec le site de fans de l'Eurovision ESCUnited, elle révèle que Bridges a été inspiré par une session d'enregistrement ayant eu lieux aux Pays-Bas avec son collègue Wouter Hardy.
La chanteuse confie avoir été sujette à une grande anxiété à un point où elle est partie pleurer dans des toilettes proches. Wouter aurait ensuite dit à Alika d'aller prendre l'air pour se calmer un peu. Bien qu'un peu hésitante, elle accepta puis décida d'aller composer un peu de musique sur le piano de Wouter chez lui, composant Bridges en à peine trois heures.
Pour Alika, sa chanson représente les émotions et sentiments qu'elle a ressentis pendant ce jour au studio d'enregistrement. Elle a choisi le titre Bridges car elle voulait que ceux qui écouteraient la chanson communiquent avec eux-mêmes et les gens qui les entourent même lorsque l'on se sent comme "perdu dans un monde avec beaucoup de gens autour de nous."

## Eesti Laul
L'Eesti Laul 2023 était la 15ème édition de l'Eesti Laul qui est la sélection nationale estonienne pour le concours. La compétition était constituée de 20 chansons candidates concourant dans deux demi-finales diffusées respectivement les 12 et 14 janvier 2023 avant la finale de douze chansons le 11 février 2023.
Bridges fut présentée lors de la deuxième demi-finale le 14 janvier, la dernière chanson des dix en compétition. Les résultats étaient déterminés par un 50/50 des votes d'un jury professionnel et d'un télévote du public, une première fois pour déterminer les quatre premiers qualifiés, et un second pour déterminer le cinquième. Le public sélectionne aussi deux autres chansons faisant partie des non-qualifiés, un dans chaque demi-finale, afin de compléter la finale qui doit se tenir à douze. Bridges réussit à se qualifier dans les quatre premiers choisis par le jury et le public, allant donc en finale.
Durant le mois entre les demi-finales et la finale, Bridges fut considérée comme l'une des chansons favorites pour gagner la sélection selon plusieurs "fansites" de l'Eurovision. Durant la finale, le vainqueur était sélectionné selon 2 tours de vote. Le premier était un 50/50 du jury et du télévote qui sélectionnait les 3 chansons accédant à la Super Finale. Après avoir été sélectionnée, la chanson d'Alika fut déclarée gagnante grâce à un second télévote, donnant à Alika la chance de représenter l'Estonie pour le Concours Eurovision de la chanson 2023.

## À l'Eurovision
Selon les règles de l'Eurovision, toutes les nations à l'exception du tenant du titre et du "Big Five" (Allemagne, Espagne, Italie, France et Royaume-Uni) doivent se qualifier pour la finale par l'intérim de deux demi-finales; le top 10 de chaque demi-finale se qualifie pour la finale. L'organisation du concours divise les participants en 6 chapeaux basés sur les tendances de vote des concours précédents. Le 31 janvier 2023, un tirage au sort a lieu afin de placer chaque pays dans l'une des demi-finale, ainsi que de déterminer dans quelle moitié ils chanteront. L'Estonie est placée dans la deuxième demi-finale, tenue le 11 mai 2023 et a été planifiée pour la première moitié de cette demi-finale. 
Le jour de la demi-finale, Bridges passe en 4ème position entre la Roumanie et la Belgique. Lors des résultats elle est qualifiée pour la finale, en finissant dixième de la demi-finale avec 74 points. Lors de la finale du 13 mai, elle passe en 12ème position entre l'Italie et la Finlande. Elle finit finalement 8ème avec 168 points, premier top 10 du pays depuis 2018.